# Stein Huysegems
Stein Huysegems (ur. 16 czerwca 1982 w Herselt) – piłkarz belgijski grający na pozycji napastnika.

## Kariera klubowa
Huysegems jest wychowankiem klubu Lierse SK. Do pierwszego zespołu trafił w 1998 roku, a w jego barwach zadebiutował 1 września w wygranym 3:1 meczu Superpucharu Belgii z Racingiem Genk, a miał wówczas 16 lat. Młody Stein początkowo był rezerwowym i w pierwszym sezonie gry wystąpił ledwie w 3 meczach ligowych i miał niewielki udział w zdobyciu Pucharu Belgii. Do pierwszego składu Lierse Huysegems wskoczył w sezonie 2001/2002 i grał w jednej linii z Australijczykiem Archie Thompsonem, ale to właśnie Belg był najskuteczniejszym graczem swojego zespołu (strzelił 10 bramek). Podobnie było rok później, gdy zdobył 16 goli w Eerste Klasse.
Latem 2003 Huysegemsem zainteresowali się trenerzy AZ Alkmaar i zawodnik przeszedł do tego właśnie klubu. W Eredivisie zadebiutował 14 września w zremisowanym 2:2 meczu z Feyenoordem, ale, pomimo że miał pewne miejsce w składzie, to zdobył tylko 5 goli w lidze, a z AZ zajął 6. miejsce. W sezonie 2004/2005 strzelił 7 goli, z AZ zajął 3. miejsce, a w Pucharze UEFA doszedł z nim aż do półfinałów, ale klub odpadł po dwumeczu ze Sportingiem. W sezonie 2005/2006 również strzelił 7 goli w lidze i ponownie zajął miejsce premiowane startem w Pucharze UEFA. Latem 2006 Huysegems przeniósł się do Feyenoordu, w którym także wywalczył miejsce w podstawowym składzie, a z rotterdamskim klubem startował w fazie grupowej Pucharu UEFA (Feyenoord został wykluczony z dalszych rund z powodu zamieszek kibiców podczas meczu z AS Nancy). W lidze zajął z Feyenoordem dopiero 7. miejsce.
Latem 2007 Huysegems podpisał kontrakt z FC Twente. Po dwóch latach odszedł do Racingu Genk. W 2010 roku został wypożyczony do Rody Kerkrade. W 2011 roku wrócił do Belgii i został zawodnikiem Lierse SK. W 2012 roku przeszedł do Wellington Phoenix. Spędził tam dwa lata, po czym odszedł do KFC Dessel Sport. W 2016 roku zakończył tam karierę.
| Sezon   | Klub               | Kraj          | Rozgrywki     | Mecze | Bramki |
| ------- | ------------------ | ------------- | ------------- | ----- | ------ |
| 1998/99 | Lierse SK          | Belgia        | Eerste Klasse | 3     | 0      |
| 1999/00 | Lierse SK          | Belgia        | Eerste Klasse | 26    | 4      |
| 2000/01 | Lierse SK          | Belgia        | Eerste Klasse | 24    | 1      |
| 2001/02 | Lierse SK          | Belgia        | Eerste Klasse | 27    | 10     |
| 2002/03 | Lierse SK          | Belgia        | Eerste Klasse | 33    | 16     |
| 2003/04 | Lierse SK          | Belgia        | Eerste Klasse | 4     | 1      |
| 2003/04 | AZ Alkmaar         | Holandia      | Eredivisie    | 29    | 5      |
| 2004/05 | AZ Alkmaar         | Holandia      | Eredivisie    | 33    | 7      |
| 2005/06 | AZ Alkmaar         | Holandia      | Eredivisie    | 32    | 7      |
| 2006/07 | Feyenoord          | Holandia      | Eredivisie    | 25    | 6      |
| 2007/08 | FC Twente          | Holandia      | Eredivisie    | 27    | 8      |
| 2008/09 | FC Twente          | Holandia      | Eredivisie    | 12    | 1      |
| 2008/09 | Racing Genk        | Belgia        | Eerste Klasse | 15    | 3      |
| 2009/10 | Racing Genk        | Belgia        | Eerste Klasse | 14    | 0      |
| 2010/11 | Racing Genk        | Belgia        | Eerste Klasse | 1     | 0      |
| 2010/11 | Roda JC Kerkrade   | Holandia      | Eredivisie    | 13    | 1      |
| 2011/12 | Lierse SK          | Belgia        | Eerste Klasse | 18    | 1      |
| 2012/13 | Wellington Phoenix | Nowa Zelandia | A-League      | 22    | 5      |
| 2013/14 | Wellington Phoenix | Nowa Zelandia | A-League      | 26    | 10     |
| 2014/15 | KFC Dessel Sport   | Belgia        | Tweede Klasse | 8     | 4      |
| 2015/16 | KFC Dessel Sport   | Belgia        | Tweede Klasse | 16    | 5      |

## Kariera reprezentacyjna
W reprezentacji Belgii Huysegems zadebiutował 9 października 2004 w przegranym 0:2 meczu z Hiszpanią, gdy w 73. minucie zmienił Mbo Mpenzę. Z Belgią występuje w kwalifikacjach do Euro 2008 i między innymi zaliczył 45 minut w przegranym 0:1 meczu z Polską.